# Alexander von Staël-Holstein
Alexander von Staël-Holstein (* 1. Januar 1877 in Testama, Gouvernement Livland; † 16. März 1937 in Peking, Republik China) war ein estnischer Orientalist, Indologe, Sinologe und Ostasienwissenschaftler.

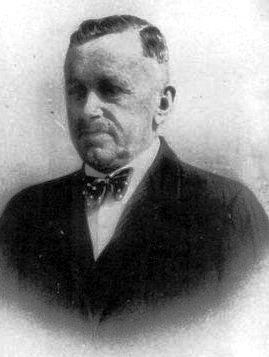
Alexander von Staël-Holstein

## Leben
Staël-Holstein entstammte dem deutschbaltischen Adelsgeschlecht Staël von Holstein und  war mit dem Ehemann der französischen Schriftstellerin Madame de Staël verwandt. Er wuchs in seiner baltischen Heimat mit der deutschen und der französischen Sprache auf, auf dem elterlichen, heute noch gut erhaltenen Gut in Testama, das er um 1900 erbte. 
Nach dem Besuch des Gymnasiums in Pernau und einem Philologiestudium an der Kaiserlichen Universität Dorpat ging er nach Deutschland, um dort Orientalistik zu studieren. Nach einem dreijährigen Studium an der Universität Berlin (in der Zeit ist bei den preußischen Behörden die Beteiligung an einem Duell aktenkundig) fertigte er seine Dissertation an der Universität Halle bei Richard Pischel an, die er 1900 abschloss. Pischel war damals der weltweit führende Experte für Prakrit, der Urform des indischen Sanskrit. Das Thema der Dissertation war die Übersetzung des zweiten Teils der Karmapradipa, einer vedischen Sutra. Der erste Teil war 1889 ebenfalls bei Pischel im Rahmen einer Dissertation von Friedrich Schrader übersetzt worden. 
Nach der Promotion reiste Staël-Holstein durch Europa und Indien und studierte bei verschiedenen prominenten Orientalisten und Indologen. Im Jahre 1909 erhielt er einen Ruf an die Universität Sankt Petersburg für eine Assistenzprofessur, die der Erforschung der zentral- und ostasiatischen Gebiete Russlands diente.
Gleichzeitig wurde er zum Mitglied des Akademischen Komitees zur Erforschung Zentralasiens und des Fernen Ostens (ACECAFE). 1912 folgte ein Studienaufenthalt an der Harvard University zum Studium des Sanskrit. 
Bei Ausbruch der Oktoberrevolution 1917 hielt sich Staël-Holstein in Peking (China) auf. Obwohl ihn die neue estnische Regierung im Zuge der Estnischen Landreform 1919 zum Teil enteignete, nahm er die estnische Staatsbürgerschaft an. Er verbrachte aber den Rest seines Lebens in Peking. 
1922 erhielt Staël-Holstein einen Ruf an die Peking-Universität für einen Lehrstuhl für Sanskrit, Tibetisch und indische Religionsgeschichte. 1927 war er Gründungsmitglied des Sino-Indischen Institut in Peking, 1928 folgte ein weiterer Studienaufenthalt in Harvard.

## Leistungen
Staël-Holstein schrieb wichtige Veröffentlichungen über die indische und tibetische Religion, daneben befasste er sich intensiv mit der Phonetik des Sanskrit und des Chinesischen.

## Schriften
- The Kāçyapaparivarta: a Mahāyānasūtra of the Ratnakūṭa class, edited in the original Sanskrit, in Tibetan and in Chinese. Shangwu Yinshuguan, Shanghai 1926.
- On a Tibetan text translated into Sanskrit under Ch'ien Lung (XIII cent.) and into Chinese under Tao Kuang (XIX cent.). In: Bulletin of the National Library of Peiping. 1932.
- On two Tibetan pictures representing some of the spiritual ancestors of the Dalai Lama and of the Panchen Lama. In: Bulletin of the National Library of Peiping. 1932.
- A commentary to the Kāçcyapaparivarta, edited in Tibetan and in Chinese. National Library und National Tsinghau University, Peking 1933.
- On a Peking edition of the Tibetan kanjur which seems to be unknown in the West. Lazarist Press, Peking 1934.
- On two recent reconstructions of a Sanskrit hymn transliterated with Chinese characters in the X century A.D. Lazarist Press, Peking 1934.
- Two Lamaistic pantheons, edited with introduction and indexes by Walter Eugene Clark from materials collected by the late Baron A. von Staël-Holstein. Harvard-Yenching Institute monograph series 3 and 4. Harvard University Press, Cambridge, Mass. 1937.